# Jurassic Park (boek)
Jurassic Park is een sciencefictionroman van Michael Crichton uit 1990.
Het boek gaat over een eiland, Isla Nublar, voor de Zuid-Amerikaanse kust waarop door gentechnologie herschapen dinosauriërs door het publiek bezichtigd kunnen worden. Evenals in Crichtons eerdere film Westworld, blijkt het door wetenschappelijk vernuft ondersteunde amusementspark veel gevaren op te leveren.
In 1995 kreeg het boek een vervolg onder de naam The Lost World, dat eveneens verfilmd is.

## Verhaal
De rijke John Hammond bezit een tropisch eiland waarop een park met dinosauriërs gebouwd is. Voordat het park opent, moet het eerst door experts goedgekeurd worden. Wanneer deze echter aankomen gaan er verschillende dingen fout.

## Dinosauriërs
- Apatosaurus
- Cearadactylus
- Dilophosaurus
- Dryosaurus
- Euoplocephalus
- Hadrosaurus
- Maiasaura
- Microceratus
- Othnielia
- Procompsognathus
- Stegosaurus
- Styracosaurus
- Triceratops
- Tyrannosaurus rex
- Velociraptor (gebaseerd op Deinonychus, omvang past meer bij Utahraptor,  Achillobator en Dakotaraptor)

## Verfilming
Het boek werd in 1993 verfilmd door Steven Spielberg. De gelijknamige film werd een blockbuster en was een grote doorbraak en vooruitgang in digitale speciale effecten.